# Джобс (филм)
„Джобс“ е американски биографичен драматичен филм от 2013 за живота на Стив Джобс в периода от 1971 до 2000. Той е режисиран от Джошуа Майкъл Стърн, написан от Мат Уайтли и продуциран от Марк Хълм. В ролята на Джобс се превъплъщава актьорът Аштън Къчър, а Джош Гад представя съоснователя на Apple Computer Стив Возняк.
„Джобс“ е избран да закрие кинофестивала „Сънданс 2013“, а е пуснат по кината на 16 август 2013 г.

## Актьорски състав
| Актьор           | Роля |
| ---------------- | --- |
| Ащън Къчър       | Стив Джобс |
| Аби Брамел       | Лорън Пауъл Джобс – съпругата на Стив Джобс                                                                                    |
| Джон Гетц        | Пол Джобс – приемен баща на Стив Джобс                                                                                         |
| Лесли Ан Уорън   | Клара Джобс – приемна майка на Стив Джобс                                                                                      |
| Аника Бертя      | Лиза Бренън-Джобс – най-голямата дъщеря на Стив Джобс (възрастен)                                                              |
| Ава Ейкърс       | Лиза Бренън-Джобс– най-голямата дъщеря на Стив Джобс (дете)                                                                    |
| Ана О'Райли      | Крисан Бренан – майка на Лиза                                                                                                  |
| Джош Гад         | Стийв Возняк |
| Лукас Хаас       | Даниел Котке – бизнесмен, приятел в колежа на Стив Джобс и един от първите служители на Apple Inc.                             |
| Виктор Расук     | Бил Фернандес – архитект на потребителски интерфейс и един от първите служители (№4) на Apple Inc.                             |
| Еди Хасел        | Крис Еспиноза – служител (№8) на Apple Inc., настоящият и най-дълго служител на компанията за всички времена                   |
| Рон Елдард       | Фредерик Холт – компютърен инженер, служител №5 на Apple Inc., който е разработил уникалното захранване за Apple II от 1977 г. |
| Нелсън Франклин  | Бил Аткинсън – компютърен инженер, главен дизайнер и GUI разработчик за Apple Lisa, създател на приложението MacPaint          |
| Елдън Хенсън     | Андрю Херцфелд – софтуерен инженер, който беше член на оригиналния дизайнерски екип на Apple Macintosh през 80-те години       |
| Лени Джейкъбсън  | Бъръл Смит – инженер, който проектира дънната платка за оригиналния Macintosh, служител №282 на Apple Inc.                     |
| Джайлс Мати      | Джони Айв |
| Дърмът Мълроуни  | Майк Маркула – бизнесмен и инвеститор, първи председател и втори главен изпълнителен директор на Apple Inc.                    |
| Матю Модайн      | Джон Скали – предприемач и инвеститор, генерален директор на Apple Inc. през 1983-1993 г.                                      |
| Джей Кей Симънс  | Артър Рок – бизнесмен, един от първите големи инвеститори на Apple Inc.                                                        |
| Кевин Дън        | Гилбърт Амелио –бизнесмен, специалист по полупроводници и генерален директор на Apple Inc. през 1994-1996 г.                   |
| Брет Гелман      | Джеф Раскин – инженер, експерт по интерфейс и създател на проекта Macintosh в Apple Inc.                                       |
| Дейвид Денман    | Алън Алкорн – инженер, създал Pong, една от първите видеоигри в света                                                          |
| Брад Уилям Хенке | Пол Терел – бизнесмен, който основа първия магазин за персонални компютри и беше първият търговец на компютри на Apple         |
| Робърт Пайн      | Едгар Улард – бизнесмен, главен изпълнителен директор на DuPont през 1989-1995 г.                                              |